# 風の痛み
『風の痛み』（かぜのいたみ、原題：Brucio nel vento）は、2002年1月18日にイタリアより公開された悲恋映画。スイスの作家アゴタ・クリストフの原作小説『昨日』（Hier）を映画化した悲痛な愛を描く物語。シルヴィオ・ソルディーニが監督・脚本を担当とし、第52回ベルリン国際映画祭を受賞した。主演はイヴァン・フラネクとバルバラ・ルクソヴァを担当する。イタリア映画祭傑作選DVD-BOXのひとつでもある。
日本では2004年6月19日より「チャオ! チネマ・イタリアーノ - イタリア映画傑作選」、ユーロスペースにて連続劇場公開。また、2005年4月6日にポニーキャニオンより日本語字幕付きDVD（PCBE-51399）が発売されている。

## キャスト
| 役名       | 俳優                   |
| ---------- | ---------------------- |
| トビアシュ | イヴァン・フラネク     |
| リヌ       | バルバラ・ルクソヴァ   |
| ヨランデ   | カロリーヌ・バエル     |
| ヤネク     | シトラド・ゲーツ       |
| 母         | イッカ・イェコヴァ     |
| 父         | ヤロミール・ドゥラヴァ |

## スタッフ
- 監督：シルヴィオ・ソルディーニ
- 脚本：シルヴィオ・ソルディーニ、ドリアナ・レオンデフ
- 原作：アゴタ・クリストフ - 『昨日』（早川書房刊）
- 製作：リオネッロ・チェッリ、ルイージ・ムジーニ
- 撮影：ルカ・ビガッツィ
- 美術：パオラ・ビッザッリ
- 音楽：ジョヴァンニ・ヴェノスタ
- 編集：カルロッタ・クリスティアーニ
- 衣裳デザイン：シルヴィア・ネビオロ